# ويليام ألن
الأميرال وليم ألن (بالإنجليزية: William Allen)‏
(1792 - 1864) ضابط ومستكشف في البحرية الملكية البريطانية.
شارك في مكافحة تجارة الرقيق الأفريقية، وشارك في ثلاث بعثات إلى غرب أفريقيا. قال أنه في 1832 ارتفع في نهر النيجر مع ريتشارد لاندر وماكغريغور لايرد.
كما حاول أن يجد طريقا بديلاً إلى الهند غير قناة السويس التي كانت تحت النفوذ الفرنسي وذلك عن طريق اقتراحه ربط البحر الأبيض المتوسط مع البحر الميت والبحر الأحمر بعد ذلك، ورسم هذه الخطة على افتراض أن البحر الميت في نفس مستوى سطح البحر. إلا أن الوصول إلى الهند عن طريق قناة السويس عملي أكثر.